# استاینگریمور استاینورسن
استاینگریمور استاینورسن (انگلیسی: Steingrímur Steinþórsson; ۱۲ فوریهٔ ۱۸۹۳ – ۱۴ نوامبر ۱۹۶۶) سیاست‌مدار اهل ایسلند بود. وی از ۱۴ مارس ۱۹۵۰ تا ۱۱ سپتامبر ۱۹۵۳ نخست‌وزیر این کشور بود.
استاینگریمور استاینورسن در ۱۴ نوامبر ۱۹۶۶، به دنبال یک دوره بیماری در سن ۷۳ سالگی درگذشت.